# Bétiessan
Bétiessan est une commune rurale située dans le département de Léo de la province de Sissili dans la région du Centre-Ouest au Burkina Faso.

## Géographie
Bétiessan est située à 15 km à l'est de Léo.